# Urocystis aurea
Urocystis aurea är en svampart som beskrevs av Vánky 2004. Urocystis aurea ingår i släktet Urocystis och familjen Urocystidaceae.   Inga underarter finns listade i Catalogue of Life.